# Jakub Szczawiński (zm. 1584)
Jakub Szczawiński z Wielkiego Szczawina herbu Prawdzic (zm. w 1584 roku) – sędzia ziemski gostyniński, poborca w ziemi gostynińskiej.
Poseł ziemi gostynińskiej na sejm piotrkowski 1562/1563 roku, sejm warszawski 1563/1564 roku, sejm 1565 roku, sejm 1566 roku, sejm 1567 roku, sejm 1570 roku, poseł województwa rawskiego na sejm 1578 roku.